# Tony Rice
Tony Rice, właśc. David Anthony Rice (ur. 8 czerwca 1951 w Danville, zm. 25 grudnia 2020 w Reidsville) – muzyk akustyczny, gitarzysta-wirtuoz, muzyk m.in. bluegrassu i szeroko pojętej muzyki ludowej USA, w tym country i folkowej.
Rice miał szeroki repertuar, od tradycyjnego bluegrassu doto do jazzowego „spacegrass”, do muzyki folk.
Współkoncertował lub nagrywał m.in. z legendami takimi jak J.D. Crowe i New South, David Grisman oraz Jerry Garcia z Grateful Dead. Jego własna grupa to Tony Rice Unit, utworzona z Normanem Blakiems oraz jego braćmi. Nagrywa z bębnami, pianinem, saksofonem soprano, ale także z tradycyjnym wyposażeniem instrumentalisty bluegrassu.

## Życiorys

### Wczesne lata
Tony Rice urodził się w Danville w stanie Wirginia, aczkolwiek wychowano go w Kalifornii, gdzie jego ojciec, Herb Rice, był pół-zawodowym muzykiem bluegrassu. Wraz z braćmi nauczył się od ojca podstaw bluegrassu i muzyki country, także przez styczność z osobistościami muzyki gitarowej w Los Angeles, m.in. Kentucky Colonels, Clarence White. W tym samym środowisku wychowywali się wtedy tacy muzycy jak Ry Cooder, Herb Pedersen oraz Chris Hillman.

### 1970 i lata w Kentucky
W 1970 Rice przeniósł się do mekki bluegrassu, miasta Louisville w stanie Kentucky.
Tamże grywał z Bluegrass Alliance oraz J.D. Crowe i New South. Kiedy dołączył do nich skrzypek ludowy Ricky Skaggs w 1974, grupa nagrała album pt. J.D. Crowe & the New South, akustyczny, który to stał się najlepiej sprzedającą się płytą dla wytwórni Rounder Records do tamtej pory. Grupa składała się z Rice’a na gitarze i jako wokalista wiodący, Crowe na banjo i jako wokalista wtórujący (harmonijny), Jerry Douglas na gitarze dobro, Skaggs na skrzypcach ludowych, mandolinie, i jako wokalista tenorowy, a także Bobby Slone jako basista i uzupełniający skrzypek.

### 2007 i lata nowsze
W 2007 Rice współkoncertował z wokalistką Alison Krauss oraz grupą Union Station. Repertuar opierali na utworach z jego ówcześnie 35-letniej kariery. Krauss zawsze wymieniała Rice’a jako swój najważniejszy ideał muzyczny.

## Dyskografia
- Guitar (1970)
- J.D. Crowe & The New South (1974) jako J.D. Crowe & the New South
- California Autumn (1975)
- The David Grisman Rounder Album (1976) z David Grisman
- Tony Rice (1977)
- The David Grisman Quintet (1977) jako The David Grisman Quintet
- Acoustics (1979)
- Manzanita (1979)
- Hot Dawg (1979) z David Grisman
- Mar West (1980) jako Tony Rice Unit
- Skaggs & Rice (1980) z Ricky Skaggs
- Bluegrass Album (1981) jako Bluegrass Album Band
- Still Inside (1981) jako Tony Rice Unit
- Backwaters (1982) jako Tony Rice Unit
- Bluegrass Album, Vol. 2 (1982) jako Bluegrass Album Band
- Bluegrass Album, Vol. 3: California Connection (1983) jako Bluegrass Album Band
- Church Street Blues (1983)
- Bluegrass Album, Vol. 4 (1984) jako Bluegrass Album Band
- Cold on the Shoulder (1984)
- Me & My Guitar (1986)
- Devlin (1987) jako Tony Rice Unit
- Blake & Rice (1987) z Norman Blake
- Native American (1988)
- Bluegrass Album, Vol. 5: Sweet Sunny South (1989) jako Bluegrass Album Band
- Norman Blake and Tony Rice 2 (1987) z Norman Blake
- The Rice Brothers (1992) jako The Rice Brothers
- Plays and Sings Bluegrass (1993)
- Tone Poems (1994) jako David Grisman
- Crossings (1994)
- The Rice Brothers 2 (1994) jako The Rice Brothers
- River Suite for Two Guitars (1995) z John Carlini
- Sings Gordon Lightfoot (1996)
- Bluegrass Album, Vol. 6: Bluegrass Instrumentals (1996) jako Bluegrass Album Band
- Out Of The Woodwork (1997) jako Rice, Rice, Hillman & Pedersen
- Rice, Rice, Hillman & Pedersen (1999) jako Rice, Rice, Hillman & Pedersen
- Unit of Measure (2000) jako Tony Rice Unit
- The Pizza Tapes (2000) z David Grisman & Jerry Garcia
- Runnin’ Wild (2001) jako Rice, Rice, Hillman & Pedersen
- High Lonesome Cowboy (2002) z Norman Blake, na albumie muzyki kowbojskiej muzyków: Peter Rowan & Don Edwards
- 58957:The Bluegrass Guitar Collection (2003)
- You Were There For Me (2004) z Peter Rowan
- Crossings (2006) (wznowienie)
- Quartet (2007) z Peter Rowan
- Night Flyer: The Singer Songwriter Collection (2008) (składanka)

## Nagrody

### Grammy
- Best Country Instrumental Performance – The New South, Fireball – 1983

### IBMA (International Bluegrass Music Association)
- Instrumental Performer of the Year – Guitar – 1990, 1991, 1994, 1996, 1997, 2007
- Instrumental Group of the Year – The Tony Rice Unit – 1991, 1995
- Instrumental Group of the Year – The Bluegrass Album Band – 1990
- Instrumental Album of the Year – Bluegrass Instrumentals, Volume 6 (nakładem wytwórni płytowej Rounder Records); The Bluegrass Album Band – 1997